# Села, Цлиль
Цлиль Села (ивр. צליל סלע‎, р.3 мая 1962) — израильский математик в области геометрической теории групп. Профессор математики в Еврейском университете.

## Биография
Села получил Ph.D. в 1991 в Еврейском университете, у Ильи Рипса.
Перед тем как начать работу на кафедре математики Еврейского университета, работал в Колумбийском университете в Нью-Йорке. Там он получил стипендию Слоуна.
Участвовал в международном конгрессе математиков в Пекине в 2002 году. Он выступил с пленарным докладом на годовом собрании Ассоциации символической логики,
В 2003 году получил премию Эрдёша.
В 2008 году получил премию Сарола Карпа ассоциации символической логики за работу над гипотезой Тарского и за открытие и развитие новых связей между теорией моделей и геометрической теорией групп.

## Вклад в математику
Одной из ранних важных работ Селы в середине девяностых было решение проблемы изоморфизма гиперболических групп без кручения. Механизм группового действия на R-деревьях, разработанный Ильей Рипсом, сыграл важную роль в работе Селы. Решение проблемы изоморфизма также опиралось на понятие канонических представителей для элементов гиперболических групп, сформулированное Рипсом и Селой в совместном статье 1995 года. Техника канонических представителей использовалась Рипсом и Селой, чтобы доказать, что существует алгоритмическое решение конечных систем уравнений в гиперболических группах без кручения, сводя задачу к решению уравнений в свободных группах, где может быть применён алгоритм Маканина-Разборова. Этот метод был позже обобщён Дамани для случаев относительно гиперболических групп и сыграл главную роль в решении проблемы изоморфизма для закрученных относительных гиперболических групп.
В своей работе по проблеме изоморфизма Села также разработал и внедрил понятие JSJ-разложения для гиперболических групп. JSJ-разложение — это представление гиперболических групп как фундаментальной группы графов групп, которые кодируют каноническим образом все возможные разветвления бесконечных циклических подгрупп.
Свой главный труд Села осуществил в начале 2000-х, когда придумал решение известной гипотезе Тарского. Села опубликовал большое количество работ, в которых доказал, что любые два не абелевы конечно порождённые свободные группы имеют одну и ту же логику первого порядка. Эта работа Селы основывалась на предыдущих работах по JSJ-разложению и использовании «алгебраической геометрии» на свободных группах.
Позже Села продолжил изучать логику первого порядка произвольных гиперболических групп без кручения. В частности, он доказал, что если конечная группа G элементарно эквивалентна гиперболической группе, то она сама является гиперболической.
Доказал гипотезу Тарского, альтернативное решение было предложено Ольгой Харламович и Алексеем Мясниковым.
Работа Селы по теории первого порядка свободных и гиперболических групп существенно повлияли на развитие геометрической теории групп, в частности стимулирования изучение предельных групп и относительных гиперболических групп.

## Опубликованные работы
- Sela, Zlil; Rips, Eliyahu (1995), «Canonical representatives and equations in hyperbolic groups», Inventiones Mathematicae 120 (3): 489—512, doi:10.1007/BF01241140, MR 1334482
- Sela, Zlil (1995), «The isomorphism problem for hyperbolic groups», Annals of Mathematics (2) 141 (2): 217—283, doi:10.2307/2118520, JSTOR 2118520, MR 1324134
- Sela, Zlil (1997), «Structure and rigidity in (Gromov) hyperbolic groups and discrete groups in rank 1 Lie groups. II.», Geometric and Functional Analysis 7 (3): 561—593, doi:10.1007/s000390050019, MR 1466338
- Sela, Zlil; Rips, Eliyahu (1997), «Cyclic splittings of finitely presented groups and the canonical JSJ decomposition», Annals of Mathematics (2) 146 (1): 53-109, doi:10.2307/2951832, JSTOR 2951832, MR 1469317
- Sela, Zlil (2001), «Diophantine geometry over groups. I. Makanin-Razborov diagrams», Publications Mathématiques de l’IHÉS 93 (1): 31-105, doi:10.1007/s10240-001-8188-y, MR 1863735
- Sela, Zlil (2003), «Diophantine geometry over groups.  (недоступная ссылка)II.  (недоступная ссылка)Completions, closures and formal solutions» (недоступная ссылка), Israel Journal of Mathematics 134 (1): 173—254, doi:10.1007/BF02787407, MR 1972179
- Sela, Zlil (2006), «Diophantine geometry over groups. VI. The elementary theory of a free group», Geometric and Functional Analysis 16 (3): 707—730, doi:10.1007/s00039-006-0565-8, MR 2238945